# Hyphopolynema australe
Hyphopolynema australe är en svampart som beskrevs av B. Sutton & Alcorn 1984. Hyphopolynema australe ingår i släktet Hyphopolynema, divisionen sporsäcksvampar och riket svampar.   Inga underarter finns listade i Catalogue of Life.